# Garatiba bisignata
Garatiba bisignata is een hooiwagen uit de familie Gonyleptidae.